# うえだ美貴
うえだ 美貴（うえだ みき）は、日本の漫画家。大阪府出身。

## 概要
2001年、『ちゃおDX』（小学館）春の増刊号に掲載の「恋の呪文はラブバード」でデビュー。代表作に『爆裂!かんふー娘』など。
デビュー当初から2006年ごろまで『ちゃお』（同）や『ちゃおDX』で執筆してきたが、その後アンソロジーコミックや『コミックエール!』（芳文社）にも作品を発表したことがある。ただ本人はブログ(ただし後に閉鎖)の中では「元漫画家」と名乗っていた。
2009年、知り合いの紹介で大阪アニメーションスクールにて非常勤講師として勤務。
2012年、漫画家としての活動を再開。

## 作品リスト
- 恋の呪文はラブバード（2001年ちゃおDX春号）
- 不思議のまりちゃん（2001年ちゃおDX初夏号）
- 悪魔な天使にご用心（2001年ちゃおDX夏の増刊号）
- 愛のためにッ!!（2001年ちゃおDX秋号）
- あずみ!花吹雪（2002年ちゃお3月号）
- 恋愛遊戯（2002年ちゃおDX初夏号）
- まじっく☆レボリューション（2002年ちゃお7月号）
- ぺちゃぱい♥ラブ（2002年ちゃお増刊ChuChu夏号）
- ラブレターぱにっく!?（2002年ちゃお11月号別冊）
- まもって!守護霊くん（2003年ちゃおDX冬号）
- 赤ちゃんといっしょ（2003年ちゃお増刊ChuChu春号）
- 爆裂！かんふー娘（2003年ちゃお6月号）
- 主役になりたい…（2003年ちゃおDX夏号）
- たとえばこんな恋の形（2003年ちゃお増刊ChuChu夏号）
- かんふー娘はお年頃（2003年ちゃおDX秋号）
- 超少女あかりちゃん（2004年ちゃお1月号）
- はちゃめちゃ恋愛救助隊!!（2005年ちゃおDX夏の大増刊号）
- 恋せよ!"A"ガール（2005年ちゃおDX秋の大増刊号）
- ヒ・ミ・ツ☆食感らぶぱわ〜（2006年ちゃおDX春号）
- 恋キラリ（2007年コミックエール! No.3）

## 単行本

### ちゃおコミックス
- 爆裂!かんふー娘 小学館 ISBN 4-09-138541-9

### アンソロジーコミック
- おねがいマイメロディ－くるくるシャッフル!（共著） ISBN 4-7897-2908-7
- おねがいマイメロディ－くるくるシャッフル! (2) ISBN 4-7897-2973-7